# 嬬恋中継局
嬬恋中継局（つまごいちゅうけいきょく）は、群馬県吾妻郡嬬恋村に設置されているテレビ中継局。ここでは嬬恋三原（つまごいみはら）テレビ中継局、嬬恋田代（つまごいたしろ）テレビ中継局、嬬恋干俣（つまごいほしまた）テレビ中継局について記載する。

## 嬬恋三原テレビ中継局

### デジタルテレビ放送
| リモコン 番号 | 放送局名     | チャンネル 番号 | 空中線 電力 | ERP  | 偏波面   | 放送対象 地域 | 放送区域 内世帯数 | 運用開始日     |
| 1             | NHK 前橋総合 | 37              | 1W          | 7.9W | 水平偏波 | 群馬県        | 1,216世帯         | 2010年 12月1日 |
| 2             | NHK 東京教育 | 40              | 1W          | 7.9W | 水平偏波 | 全国          | 1,216世帯         | 2010年 12月1日 |

- 所在地： 吾妻郡嬬恋村鎌原[3]
- 放送区域：嬬恋村の一部[2]
- 2010年（平成22年）11月5日に予備免許交付[2]、11月26日に本免許が交付され[1]、12月1日に本放送を開始した。
- 民放の中継局は開局されておらず、周辺の中継局からの電波を受信している。

### アナログテレビ放送
| チャンネル 番号 | 放送局名       | 空中線 電力       | ERP              | 偏波面   | 放送対象 地域 | 放送区域 内世帯数 | 運用開始日     |
| 47              | GTV 群馬テレビ | 映像10W/ 音声2.5W | 映像69W/ 音声17W | 水平偏波 | 群馬県        | -                 | 1980年 1月18日 |
| 49              | NHK 東京教育   | 映像10W/ 音声2.5W | 映像71W/ 音声18W | 水平偏波 | 全国          | -                 | 1970年 10月2日 |
| 51              | NHK 東京総合   | 映像10W/ 音声2.5W | 映像69W/ 音声17W | 水平偏波 | 関東広域圏    | -                 | 1970年 10月2日 |

- 所在地： デジタルテレビ放送に同じ
- 2011年（平成23年）7月24日をもってすべて廃止された。

## 嬬恋田代テレビ中継局

### デジタルテレビ放送
| リモコン 番号 | 放送局名       | チャンネル 番号 | 空中線 電力 | ERP   | 偏波面   | 放送対象 地域 | 放送区域 内世帯数 | 運用開始日      |
| 1             | NHK 前橋総合   | 42              | 100mW       | 310mW | 水平偏波 | 群馬県        | 458世帯           | 2008年 12月22日 |
| 2             | NHK 東京教育   | 39              | 100mW       | 310mW | 水平偏波 | 全国          | 458世帯           | 2008年 12月22日 |
| 3             | GTV 群馬テレビ | 31              | 100mW       | 290mW | 水平偏波 | 群馬県        | 458世帯           | 2009年 12月25日 |
| 4             | NTV 日本テレビ | 33              | 100mW       | 280mW | 水平偏波 | 関東広域圏    | 458世帯           | 2009年 12月25日 |
| 5             | EX テレビ朝日  | 34              | 100mW       | 280mW | 水平偏波 | 関東広域圏    | 458世帯           | 2009年 12月25日 |
| 6             | TBS TBSテレビ  | 36              | 100mW       | 280mW | 水平偏波 | 関東広域圏    | 458世帯           | 2009年 12月25日 |
| 7             | TX テレビ東京  | 44              | 100mW       | 280mW | 水平偏波 | 関東広域圏    | 458世帯           | 2009年 12月25日 |
| 8             | CX フジテレビ  | 32              | 100mW       | 280mW | 水平偏波 | 関東広域圏    | 458世帯           | 2009年 12月25日 |

- 所在地： 吾妻郡嬬恋村田代[8]（糠塚山中腹）
- 放送区域： 嬬恋村の一部[6]
- NHKは2008年11月28日に予備免許[6]、12月18日に本免許が交付され[9]、12月22日に本放送を開始した。また、民放は2009年9月15日に予備免許[7]、12月18日に本免許が交付され[10]、12月25日に本放送を開始した[8]。

### アナログテレビ放送
| チャンネル 番号 | 放送局名       | 空中線 電力       | ERP                 | 偏波面   | 放送対象 地域 | 放送区域 内世帯数 | 運用開始日     |
| 48              | GTV 群馬テレビ | 映像1W/ 音声250mW | 映像3W/ 音声750mW   | 水平偏波 | 群馬県        | -                 | 1980年 1月18日 |
| 50              | NHK 東京教育   | 映像1W/ 音声250mW | 映像3.4W/ 音声850mW | 水平偏波 | 全国          | -                 | 1970年 10月2日 |
| 52              | NHK 東京総合   | 映像1W/ 音声250mW | 映像3.4W/ 音声850mW | 水平偏波 | 関東広域圏    | -                 | 1970年 10月2日 |

- 所在地： デジタルテレビ放送に同じ
- 2011年7月24日をもってすべて廃止された。

## 嬬恋干俣テレビ中継局

### デジタルテレビ放送
| リモコン 番号 | 放送局名       | チャンネル 番号 | 空中線 電力 | ERP   | 偏波面   | 放送対象 地域 | 放送区域 内世帯数 | 運用開始日      |
| 1             | NHK 前橋総合   | 37              | 100mW       | 310mW | 水平偏波 | 群馬県        | 353世帯           | 2009年 12月25日 |
| 2             | NHK 東京教育   | 39              | 100mW       | 310mW | 水平偏波 | 全国          | 353世帯           | 2009年 12月25日 |
| 3             | GTV 群馬テレビ | 19              | 100mW       | 290mW | 水平偏波 | 群馬県        | 353世帯           | 2009年 12月25日 |
| 4             | NTV 日本テレビ | 25              | 100mW       | 280mW | 水平偏波 | 関東広域圏    | 353世帯           | 2009年 12月25日 |
| 5             | EX テレビ朝日  | 34              | 100mW       | 280mW | 水平偏波 | 関東広域圏    | 353世帯           | 2009年 12月25日 |
| 6             | TBS TBSテレビ  | 36              | 100mW       | 280mW | 水平偏波 | 関東広域圏    | 353世帯           | 2009年 12月25日 |
| 7             | TX テレビ東京  | 44              | 100mW       | 280mW | 水平偏波 | 関東広域圏    | 353世帯           | 2009年 12月25日 |
| 8             | CX フジテレビ  | 32              | 100mW       | 280mW | 水平偏波 | 関東広域圏    | 353世帯           | 2009年 12月25日 |

- 所在地： 吾妻郡嬬恋村大前[11]
- 放送区域： 嬬恋村の一部

### アナログテレビ放送
| チャンネル 番号 | 放送局名       | 空中線 電力       | ERP | 偏波面   | 放送対象 地域 | 放送区域 内世帯数 | 運用開始日      |
| 47              | GTV 群馬テレビ | 映像1W/ 音声250mW | -   | 垂直偏波 | 群馬県        | -                 | 1980年 1月18日  |
| 49              | NHK 東京教育   | 映像1W/ 音声250mW | -   | 垂直偏波 | 全国          | -                 | 1973年 11月30日 |
| 51              | NHK 東京総合   | 映像1W/ 音声250mW | -   | 垂直偏波 | 関東広域圏    | -                 | 1973年 11月30日 |

- 所在地： デジタルテレビ放送に同じ
- 2011年7月24日をもってすべて廃止された。